# Minuisis pseudoplanum
Minuisis pseudoplanum är en korallart som beskrevs av Grant 1976. Minuisis pseudoplanum ingår i släktet Minuisis och familjen Isididae. Inga underarter finns listade i Catalogue of Life.